# تيارات الحمل
تيارات الحمل 
طرق انتقال الحرارة ثلاث هي الحمل والإشعاع والتوصيل،فإذا سُخّن سائـل بأي طريقة من السابق فإنه يتمـدد وبمـا أن كتلته ثابتـة فإن كثافة جزء من السائل تقل عن باقى السائل المحيط فيطفو إلى أعلى وتسمى حركة السائل الساخن بتيار الحمل، و تقوم تيارات الحمل بنقل الحرارة عندما تتحرك الى اعلى، و لكن هنالك هواء يتحرك افقيا و هو الرياح فالهواء البارد فيه يتحرك ليحل محل الهواء الساخن
تيارات الحمل الدورانية (في الجيولوجيا) تيارات الحمل الدورانية هي الأساس الذي تعتمد عليه نظرية حركة الصفائح في تفسيرها لتحرك القارات ونموها وتكوين ملامحها البنائية كأحواض الترسيب والأحزمة الجبلية. فالصهارة في منطقة الوشاح في حالة مرنة، وذلك تحت ثأثير متوازن من ضغط القشرة الأرضية وحرارة جوف الأرض.
وفي حالة اختلال التوازن في مكان ما ’ كالتغيُر في الضغط أو الحرارة مثلا ينشأ تيار حمل دوراني من مادة الوشاح الخارجي على شكل خلايا دائرية المقطع، مكونة :-
1- تيارات حمل هابطة : حيث تدفع المواد من الجانبين نحو الوشاح في منطقة التقاء التيارات، مما يقدم تفسيرا معقولا لتكون احواض الترسيب ومن ثم انخفاضها.
2- تيارات حمل صاعدة: حيث تدفع بالمواد من الوشاح إلى أعلى في منطقة افتراق التيار، مما يقدم تفسيرا لتكون الجبال وسط المحيط الأطلسي وغيرها

## المرجع
- مقرر علم الأرض للصف الثاني طبيعي ص 127. المملكة العربية السعودية
- كتاب الجغرافيا الصف الأول ثانوي السودان ص 68 السودان